# بيل وايت (ناشط)
بيل وايت (بالإنجليزية: Bill White)‏ هو ناشط أمريكي، ولد في 29 مايو 1977 في روكفيل في الولايات المتحدة.